# Saint-Nicolas, Liège
Saint-Nicolas är en kommun i Belgien.   Den ligger i provinsen Liège och regionen Vallonien, i den östra delen av landet, 90 km öster om huvudstaden Bryssel. Antalet invånare är 23 055.
I omgivningarna runt Saint-Nicolas växer i huvudsak blandskog. Runt Saint-Nicolas är det mycket tätbefolkat, med 1 221 invånare per kvadratkilometer.